# Арвидсъяур (аэропорт)
Арвидсьяур (ИАТА: AJR, ИКАО: ESNX) — аэропорт, находится в 13 км от города Арвидсьяур в одноименной коммуне лена Норрботтен в Швеции, пассажиропоток в 2009 г. — 42 664 чел.

## Авиакомпании и направления
Зимой бывает 2 — 3 специальных рейса в неделю из Германии — Франкфурта, Штутгарта, Ганновера и Мюнхена. В районе Арвидсъяура основные германские производители автомобилей испытывают их в условиях снежного покрова и низкой температуры воздуха.
Взлётно-посадочная полоса здесь длиннее, чем в остальных северных аэропортах Швеции, что позволяет принимать крупные воздушные суда, совершающие чартерные рейсы. Это было главной причиной выбора этой территории для испытаний автомобилей, которые ныне представляют собой важную часть местной экономики.